# Niega
Niega (kinesiska: 聂呷乡, 聂呷) är en socken i Kina. Den ligger i provinsen Sichuan, i den sydvästra delen av landet, omkring 210 kilometer väster om provinshuvudstaden Chengdu. Antalet invånare är 3 310. Befolkningen består av 1 704 kvinnor och 1 606 män. Barn under 15 år utgör 20,0 %, vuxna 15-64 år 68 %, och äldre över 65 år 10,0 %.
Genomsnittlig årsnederbörd är 1 148 millimeter. Den regnigaste månaden är juni, med i genomsnitt 236 mm nederbörd, och den torraste är december, med 6 mm nederbörd.